# Alexander Trennheuser

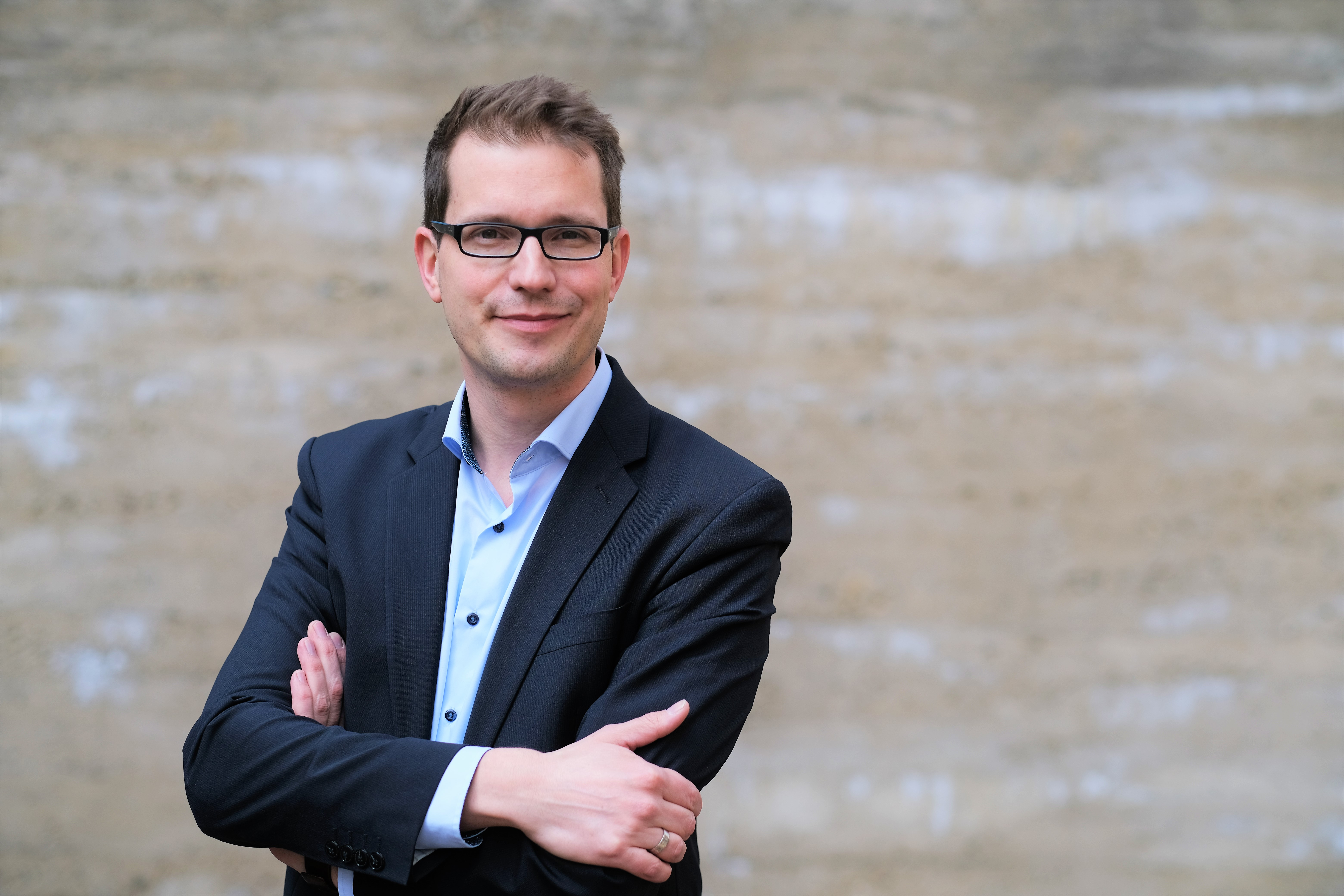
Porträt von Alexander Trennheuser

Alexander Trennheuser, geb. Slonka, (* 1980 in Leverkusen) ist ein deutscher Politaktivist.

## Leben und Beruf
Alexander Trennheuser lebt mit seiner Frau und seinen zwei Kindern in Leverkusen. Er studierte an der Bergischen Universität Wuppertal Sozialwissenschaften. Nach seinem Abschluss als Diplom-Sozialwissenschaftler arbeitete er bei Mehr Demokratie e.V.
Ab 2007 arbeitete er als Campaigner und Vertrauensperson der Volksinitiative Mehr Demokratie beim Wählen, welche im März 2008 mit 72.000 gültigen Stimmen an den Landtag übergeben wurde. Von 2008 bis 2020 war Trennheuser als Landesgeschäftsführer von Mehr Demokratie in Nordrhein-Westfalen tätig, von 2012 bis 2020 war er außerdem Mitglied im Bundesvorstand des Vereins. Seit Mai 2020 ist er Bundesgeschäftsführer von Mehr Demokratie e.V.

## Politische Arbeit

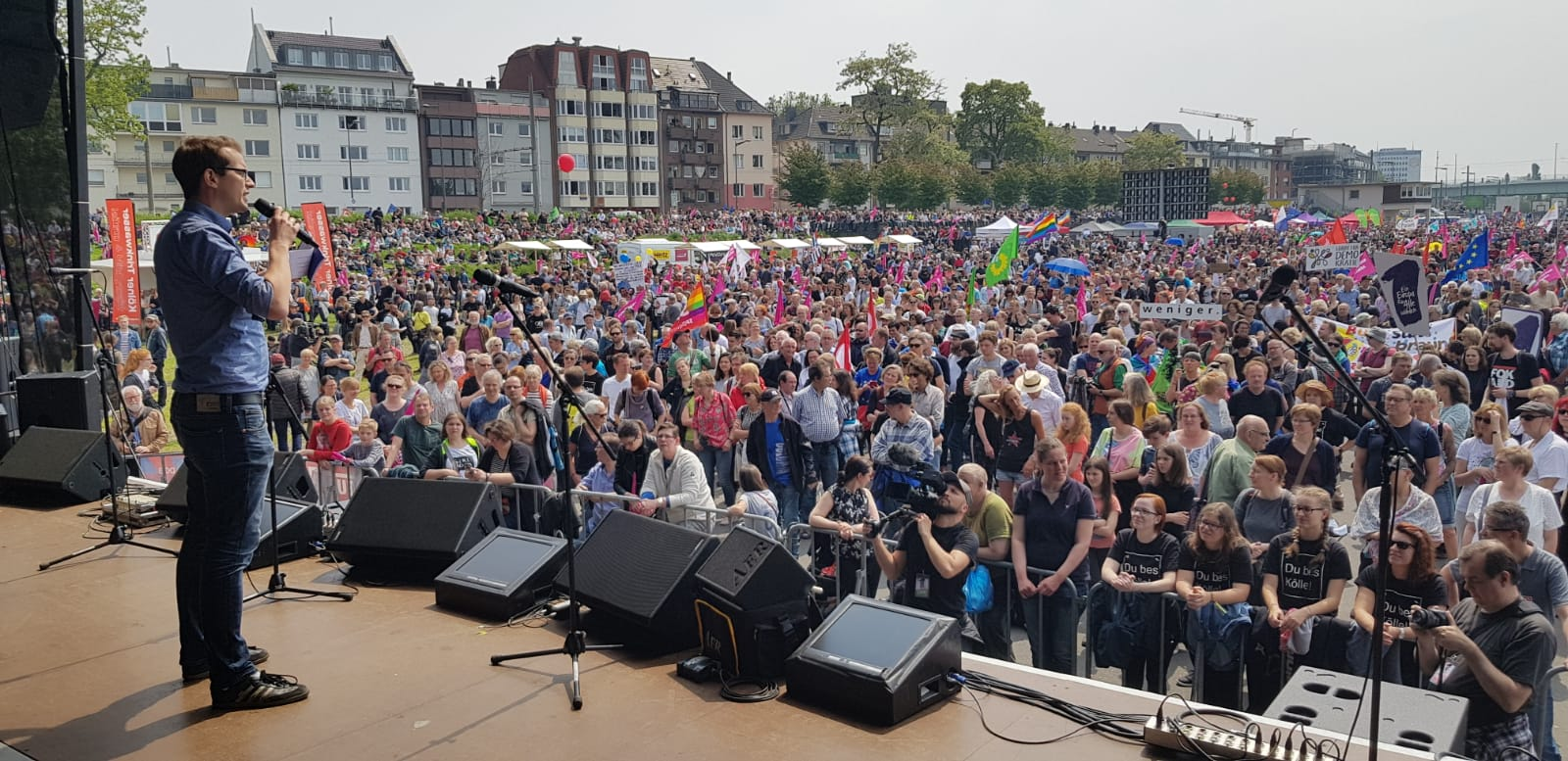
Alexander Trennheuser redet auf der Demonstration „Ein Europa für Alle“ in Köln im Mai 2019

Alexander Trennheusers Schwerpunkte sind Informationsfreiheit, direkte Demokratie, Wahlrecht und die Freihandelsabkommen TTIP und CETA.
Informationsfreiheit

Als Initiator des Bündnisses NRW blickt durch fordert Trennheuser ein Transparenzgesetz nach Hamburger Vorbild. Dafür erarbeitet das Bündnis seit 2012 Gesetzentwürfe, Mustersatzungen und Hintergrundpapiere zum Thema Informationsfreiheit. Trennheuser ist außerdem Co-Autor des Transparenzrankings, einem Kooperationsprojekt der Open Knowledge Foundation und Mehr Demokratie.
Direkte Demokratie

Trennheuser begleitete als Sachverständiger im Landtag zahlreiche direktdemokratische Reformen in Nordrhein-Westfalen, aber auch in Hessen, dem Saarland und in Rheinland-Pfalz. Als Berater kommunaler Bürgerbegehren und landesweiter Volksinitiativen hat er in den letzten 10 Jahren hauptsächlich in NRW zwischen 300 und 400 Initiativen zu unterschiedlichen Themen begleitet.
Wahlrecht

Für Mehr Demokratie organisierte Trennheuser gemeinsam mit Ralf-Uwe Beck und Sarah Händel eine Verfassungsbeschwerde gegen die Fünf-Prozent-Hürde im Bundestagswahlrecht. Prozessbevollmächtigter der Verfassungsbeschwerde, die von 4.239 weiteren Bürgerinnen und Bürgern unterstützt wurde, war Thorsten Kingreen von der Universität Regensburg. Grund für die Klage sei, dass, so Trennheuser, „aus der Fünf-Prozent-Hürde nach der letzten Wahlrechtsreform eine übermäßig harte Hürde geworden“ sei. Es drohten mehrere Millionen Wählerstimmen wirkungslos zu werden, weswegen das Bundesverfassungsgericht die Hürde jetzt überprüfen müsse. Die Verfassungsbeschwerde wurde am 23./24. April 2024 vom Bundesverfassungsgericht zusammen mit sechs weiteren Verfahren, angestrengt unter anderem von CDU/CSU und der Partei DIE LINKE, verhandelt. Ein Urteil steht noch aus.
Freihandelsabkommen CETA und TTIP

Gegen die Freihandelsabkommen CETA und TTIP vertrat Trennheuser Mehr Demokratie in zahlreichen Demo-Bündnissen. Er war dabei Mitorganisator mehrerer Großdemonstrationen, zum Beispiel der Demonstration in Hannover am 23. April 2016 mit 90.000 Teilnehmern.
Aufgrund seines Einsatzes gegen die Freihandelsabkommen erklärte der Brüsseler Think Tank ECIPE in einer im September 2016 veröffentlichten Studie Trennheuser als Nummer 17 der 50 einflussreichsten Gegner von TTIP und CETA in Deutschland.
Initiativenhaus für Menschenrechte und Demokratie Köln

Trennheuser ist Mitbegründer und Vorstandsmitglied des Vereins Initiativenhaus für Menschenrechte und Demokratie Köln e.V. Dieser strebt den Erwerb einer Immobilie in Köln an, in der gemeinnützige Initiativen, kleine Bürgerinitiativen und größere Nichtregierungsorganisationen gemeinsam Büroraum finden. Durch gemeinsam genutzte Konferenz- und Veranstaltungsräume und Beratungs- und Fortbildungsangebote sollen Synergieeffekte entstehen, die zivilgesellschaftliches Engagement erleichtern.

Der Verein hat sich im März 2022 für die Nutzung des Fort X in Köln beworben und ein umfangreiches Nutzungskonzept für das ehemalige preußische Fort vorgelegt.

## Veröffentlichungen
- Björn Benken/Alexander Trennheuser (Hrsg.): Mehr Demokratie dank Ersatzstimme? Neue Wahlrechts-Konzepte in der Diskussion, Nomos Verlag, Baden-Baden, 2023, (Reihe Parteien und Wahlen, Band 32) ISBN 978-3-7560-0089-0
- Marie Jünemann, Alexander Trennheuser: Direkte Demokratie als Motor der Transparenz, in: Hermann K. Heußner, Arne Pautsch, Frank Rehmet, Lukas Kiepe (Hrsg.): Mehr direkte Demokratie wagen: Volksentscheid und Bürgerentscheid: Geschichte – Praxis – Vorschläge, 4. Auflage, Lau-Verlag, Reinbek 2024, S. 369–378, ISBN 978-3-95768-254-3
- Der Gesetzentwurf von Mehr Demokratie e. V. zur Einführung einer bundesweiten Volksgesetzgebung, in: Hermann K. Heußner, Arne Pautsch, Frank Rehmet, Lukas Kiepe (Hrsg.): Mehr direkte Demokratie wagen: Volksentscheid und Bürgerentscheid: Geschichte – Praxis – Vorschläge, 4. Auflage, Lau-Verlag, Reinbek 2024, S. 455–463, ISBN 978-3-95768-254-3